# Pierre Gérard
Pour les articles homonymes, voir Gérard.
Pierre Gérard, né 24 mai 1915 à Paris où il est mort le 13 octobre 1989, est un homme politique français. Engagé à l'extrême droite, il occupe des responsabilités au Commissariat général aux questions juives (CGQJ) pendant la Seconde Guerre mondiale, puis au Front national (FN).

## Biographie

### Débuts politiques
Pierre Gérard participe à la manifestation antiparlementaire du 6 février 1934, lors de laquelle il se blesse ; il rejoint ensuite la Fédération nationale des Camelots du roi et l'association des victimes et blessés du 6 février présidée par Louis Darquier de Pellepoix, qui devient son mentor. En janvier 1938, il quitte son emploi pour organiser le Rassemblement antijuif de ce dernier en Alsace, puis rejoint Paris en mars 1939.

### Au Commissariat général aux questions juives
En novembre 1941, il entre au Commissariat général aux questions juives (CGQJ) alors dirigé par Xavier Vallat. Il devient directeur adjoint de l'Aryanisation économique en mai 1942. À ce poste, il dénonce dans un rapport la corruption de Pierre Galien, directeur de cabinet du nouveau commissaire général Darquier de Pellepoix ; cependant, comme le note Laurent Joly, « le chef de la Sipo-SD en France, Helmut Knochen, intervient en personne pour qu’il soit maintenu. Darquier obtient finalement le renvoi de son directeur de cabinet, mais doit sacrifier Pierre Gérard, qui est « mis à pied ». Ce dernier aide alors Darquier à monter l’UFDR [Union française pour la défense de la race] et, en décembre 1942, devient directeur de la Propagande du CGQJ, conservant ainsi le salaire élevé que sa fulgurante ascension lui avait octroyé ». Laurent Joly le présente comme le « véritable théoricien de la propagande du CGQJ puis de l'UFDR , auteur de nombreuses notes théoriques sur l'antisémitisme ». Membre du comité directeur de l'UFDR, il en est exclu en raison de l'émergence de Louis Prax, à qui il s'oppose, pour devenir chef de la section de Documentation générale, créée pour lui le 28 avril 1943.
En 1949, il est condamné à l'indignité nationale à vie par la cour de justice de la Seine. Valérie Igounet avance qu'« il a certainement bénéficié d'une amnistie pendant les années cinquante ».

### Au Front national
À l'occasion du 5e congrès du FN en 1978, Pierre Gérard publie Doctrine économique et sociale du Front national, fascicule qui sera réédité plusieurs fois à la demande de Jean-Marie Le Pen, notamment en 1984 sous le titre Droite et démocratie économique, et qui constituera la référence du parti sur les questions économiques jusqu'au début des années 1990. Valérie Igounet le présente comme une « sorte de manifeste « libéral-national » qui « reprend les thèses poujadistes et fait l'apologie des libertés économiques. Droite et démocratie économique prolonge le programme économique rédigé par Gérard Longuet. Depuis 1973, l'argumentaire frontiste dans ce domaine était inexistant ». Le nom de Pierre Gérard n'apparaît pas sur la couverture du premier fascicule, ni sur celle de l'ouvrage, au contraire de celui de Jean-Marie Le Pen (auteur de la préface) sur ce dernier. En 1985, le président du FN met le livre en avant comme la preuve du fait que « le FN a été un précurseur dans le domaine de la liberté économique », datant « de deux ans avant que M. Reagan arrive au pouvoir et donne le ton à tous les pays industrialisés ». En 2015, il vante de nouveau l'ouvrage et exprime son souhait de le rééditer dans l'interview à Rivarol qui lui vaut d'être exclu du FN : Valérie Igounet estime que si Jean-Marie Le Pen a ainsi l'occasion de « réaffirme[r] sa position libérale alors que sa fille privilégie une ligne « sociale », en faveur d’un État interventionniste », le fait de le citer dans un hebdomadaire connu pour son antisémitisme n'est pas un hasard.
Il est nommé secrétaire général du FN en juin 1980, après la démission d'Alain Renault en mars : selon Valérie Igounet, il est alors « le seul disponible » pour ce poste. D'après les journalistes Dominique Albertini et David Doucet, il est « le moins connu et le plus éphémère titulaire du poste ». 
Sous sa direction, le FN continue à se défaire des nationalistes révolutionnaires (NR), dont fait partie son prédécesseur Alain Renault. Pierre Gérard s'oppose aux comités Le Pen (CLP), dirigés par Jean-Pierre Stirbois et Michel Collinot et mis en place en 1979 pour mener la campagne de Jean-Marie Le Pen à l'élection présidentielle de 1981, qui ne peut finalement pas se présenter : il accuse ceux-ci de « manœuvrer pour étouffer complètement le FN », alors qu'ils tendent effectivement à contrôler le parti,. Selon Alain Renault, Pierre Gérard entretient la rumeur des origines juives de Jean-Pierre Stirbois, alors en pleine ascension. Pierre Gérard est remplacé fin 1981 par ce dernier.

## Ouvrages
- Le Juif, notre maître, Paris, Rassemblement antijuif de France, 1938  — à ne pas confondre avec l'ouvrage homonyme de Leslie Fry, paru en 1931.
- Le Juif : ce qu'il est, ce qu'il veut, ce qu'il a fait, Paris, CEA-Union française pour la défense de la race, 1943  — texte repris de Le Juif, notre maître.
- Les Juifs et la guerre, Paris, CEA, 1943, 48 p. (BNF 32158060).
- Doctrine économique et sociale du Front national (préf. Jean-Marie Le Pen), Paris, National Hebdo, 1978  — reparu en 1984 sous le titre Droite et démocratie économique.